# Arie de Jong (schermidore)
Adrianus Egbert Willem de Jong, detto Arie (Pelantungan, 21 giugno 1882 – L'Aia, 23 dicembre 1966), è stato uno schermidore olandese, vincitore di cinque medaglie di bronzo nella scherma ai Giochi olimpici.

## Palmarès
In carriera ha ottenuto i seguenti risultati:
- Giochi olimpici:

Stoccolma 1912: bronzo nella sciabola a squadre e nella spada a squadre.
Anversa 1920: bronzo nella sciabola a squadre ed individuale.
Parigi 1924: bronzo nella sciabola a squadre.
- Mondiali di scherma

Parigi-Ostenda 1922: oro nella sciabola individuale.
L'Aja 1923: oro nella sciabola individuale ed argento nella spada individuale.